# ستيف هندرسون (لاعب كرة قاعدة)
ستيف هندرسون (بالإنجليزية: Steve Henderson)‏ هو لاعب كرة قاعدة أمريكي، ولد في 18 نوفمبر 1952 في هيوستن في الولايات المتحدة.

## وصلات خارجية
- ستيف هندرسون على موقع دوري كرة القاعدة الرئيسي (الإنجليزية)
- ستيف هندرسون على موقعبيزبول رفرنس.كوم (الدوري الرئيسي) (الإنجليزية)
- ستيف هندرسون على موقعبيزبول رفرنس.كوم (الدوري الثانوي) (الإنجليزية)
- ستيف هندرسون على موقع إي إس بي إن.كوم (أم.أل.بي) (الإنجليزية)
- ستيف هندرسون على موقع مشجعي الرسوم البيانية (الإنجليزية)